# Bloomington (film)
Bloomington è un film del 2010 diretto da Fernanda Cardoso.
Pellicola prodotta negli Stati Uniti, ha avuto una distribuzione limitata a poche sale americane ed è stata promossa prevalentemente attraverso vari festival dedicati al cinema indipendente. Il titolo fa riferimento al nome dell'università in cui si svolgono gli eventi. Le scene esterne sono state girate a Carmel e Columbus, in Indiana.

## Trama
Jackie è una ex star della TV per ragazzi che, dopo la chiusura del suo show, si ritrova a dover condurre una vita ordinaria. Decide dunque di iscriversi all'università e comincia a frequentare il college di Bloomington. Qui incontra Catherine Stark, una professoressa dell'ateneo che, secondo le voci, tende a frequentare intimamente i suoi studenti. Jackie avrà l'opportunità di conoscerla meglio, alienandosi così dai suoi compagni, i quali cominciano a diffondere le voci sulla relazione tra le due.